# Unser Spiel
Unser Spiel (englischer Originaltitel: Our Game) ist ein Spionageroman des britischen Schriftstellers John le Carré aus dem Jahr 1995. Im selben Jahr erschien die deutsche Übersetzung von Werner Schmitz bei Kiepenheuer & Witsch. Der Roman handelt von zwei ausgemusterten Spionen aus den Zeiten des Kalten Krieges, die eine neue Aufgabe in den Unabhängigkeitskämpfen im Kaukasus finden.

## Inhalt
Als Lawrence, genannt „Larry“, Pettifer, ein Dozent an der Bath Universität, von einem Tag auf den anderen verschwindet, bleibt das in der Öffentlichkeit nahezu unbemerkt. Doch die polizeiliche Befragung seines ehemaligen Mitschülers am Winchester College, Timothy Cranmer, der sich in Somerset auf dem ererbten Weingut eines Onkels zur Ruhe gesetzt hat, verrät ein ungewöhnliches Interesse der Behörden an dem Fall und an Cranmers möglicher Beteiligung.
Tatsächlich hat Cranmer einiges zu verbergen: Er war im Kalten Krieg Mitarbeiter des britischen Secret Intelligence Service und warb Pettifer als Agent an. Der idealistische und kommunistischen Ideen zugeneigte Pettifer entpuppte sich als idealer Doppelagent, der zum Schein für den KGB-Residenten Wolodja Zorin und seinen Stellvertreter, den Kulturattaché Konstantin Tschetschejew  spionierte, in Wahrheit aber den Sowjets nur vom SIS manipulierte Informationen zukommen ließ. Pettifer litt unter den geteilten Loyalitäten und fühlte seine idealistische Unschuld vom Geheimdienst und insbesondere seinem Freund Cranmer missbraucht. Dieser erblickte in Larry eine moralischere und lebendigere Version seiner selbst. So spannte der Jüngere auch nach ihrer beidseitigen Ausmusterung nach Ende des Kalten Krieges dem älteren Freund dessen junge Geliebte Emma aus. Cranmer befürchtet, Larry bei einer körperlichen Auseinandersetzung am Weiher von Priddy aus Eifersucht ertränkt zu haben.
Als Cranmer beim modernen Gebäudekomplex des Geheimdienstes vorstellig wird, erfährt er, was Pettifer vorgeworfen wird: Er soll gemeinsam mit seinem ehemaligen Agentenführer Tschetschejew, einem Inguschen, den russischen Staat um 37 Millionen Pfund betrogen haben. Das Geld war bestimmt für den Unabhängigkeitskampf der von Russland unterdrückten und vom Westen ignorierten kaukasischen Völker, in dem Pettifer nach einem Leben voll Verrat endlich das Ideal gefunden hat, für das sich sein Einsatz lohnt. Auch Emma hat er mit seiner Begeisterung angesteckt, so dass sie ihren gesamten Schmuck versetzt und in den Befreiungskampf gesteckt hat. Der SIS unterstellt Cranmer nun, mit seinem langjährigen Freund unter einer Decke zu stecken. Daraufhin taucht dieser unter, aktiviert eine lange vorbereitete Notfallidentität und stellt auf eigene Faust Ermittlungen an.
Cranmer gelangt auf die Spur des in Macclesfield ansässigen Waffenhändlers May, mit dem Pettifer und Emma Kontakt aufgenommen haben, und der von russlandtreuen Osseten ermordet worden ist. Daraufhin ergreift Cranmer Angst um seine noch immer geliebte Emma, doch als er sie in Paris ausfindig macht, realisiert er, dass er sie für immer verloren hat. Nun bleibt ihm nur noch sein Freund Larry, und er reist nach Moskau, wo ihn der inzwischen in Ungnade gefallene Zorin mit inguschischen Rebellen in Kontakt bringt. Nach einer langen Reise im Verborgenen trifft er in Inguschetien schließlich auf Tschetschejew und erfährt von Larrys Tod an der Seite des Rebellenführers Bashir Haji. Es ist nun an Tschetschejew, an die Stelle des toten Haji zu treten. Und Cranmer, der die Lebensart der Inguschen schätzen gelernt hat und begreift, dass er nichts mehr hat, was ihn in seine Heimat zurückziehen würde, übernimmt die Position seines toten Freundes an der Seite des neuen Rebellenführers.

Handlungsorte
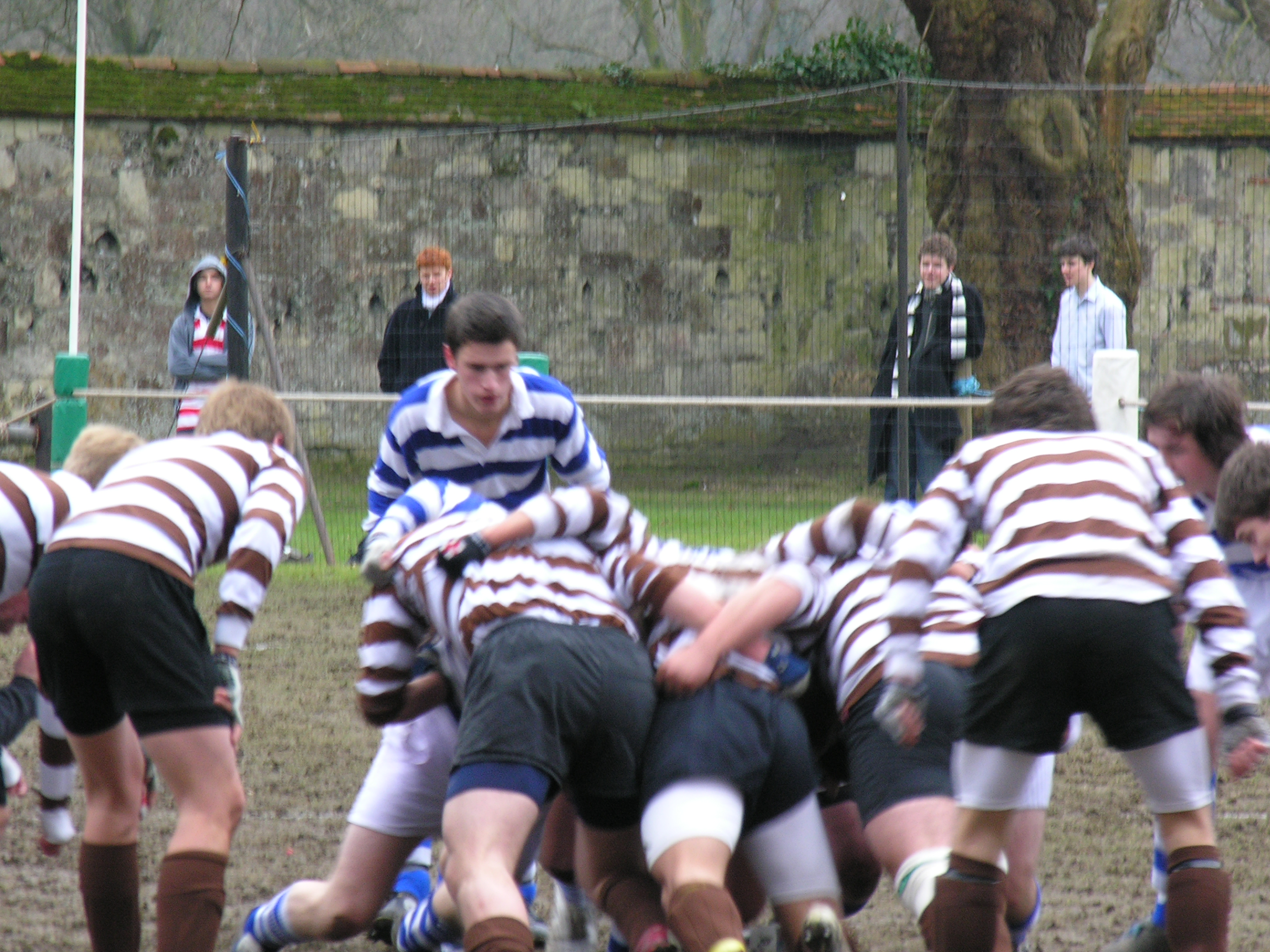
Winchester College Football am Winchester College
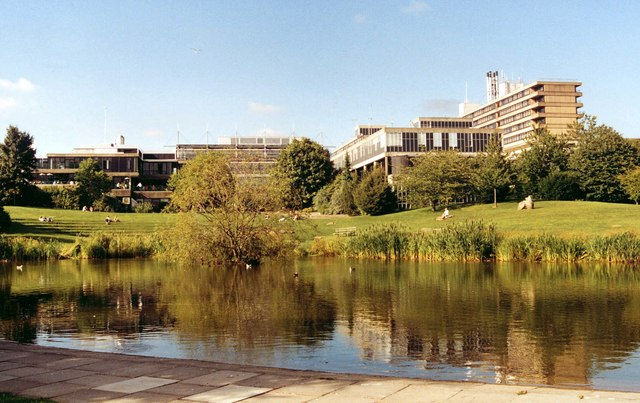
Bath Universität
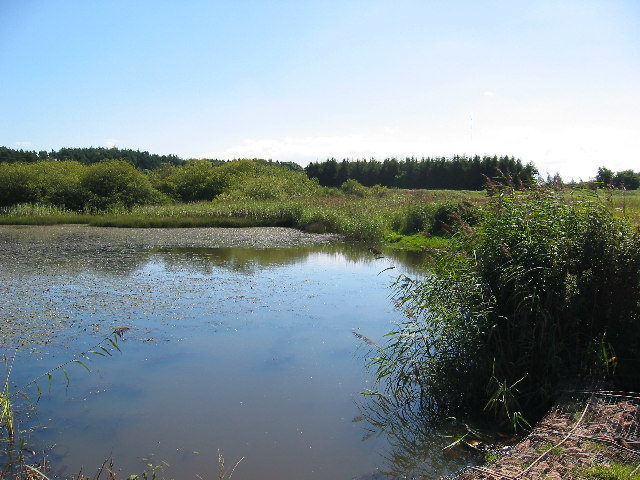
Weiher nahe Priddy
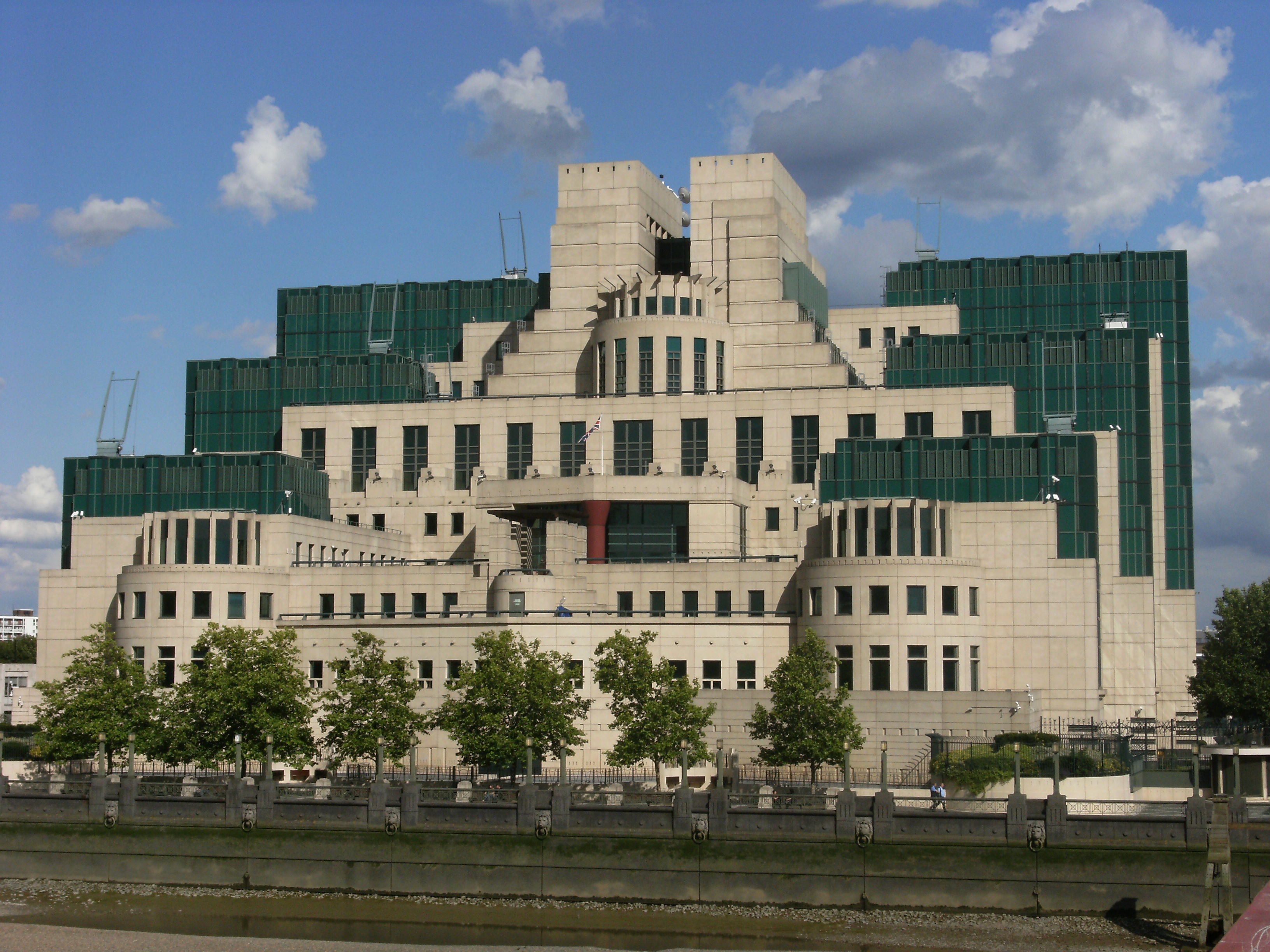
Hauptsitz des MI6 in London
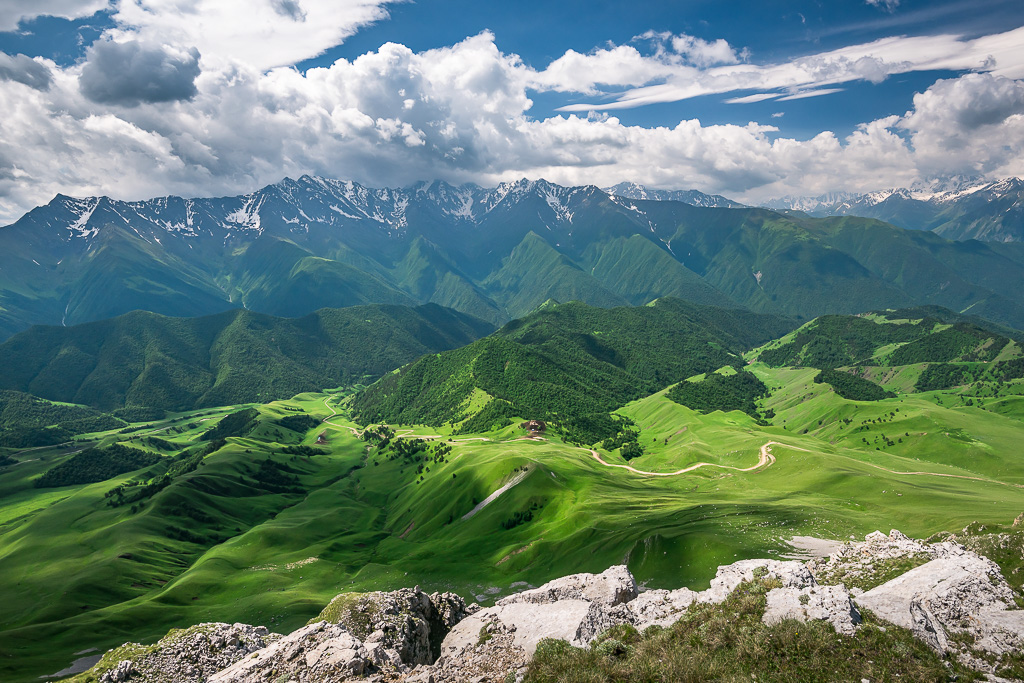
Berge in Inguschetien

## Hintergrund

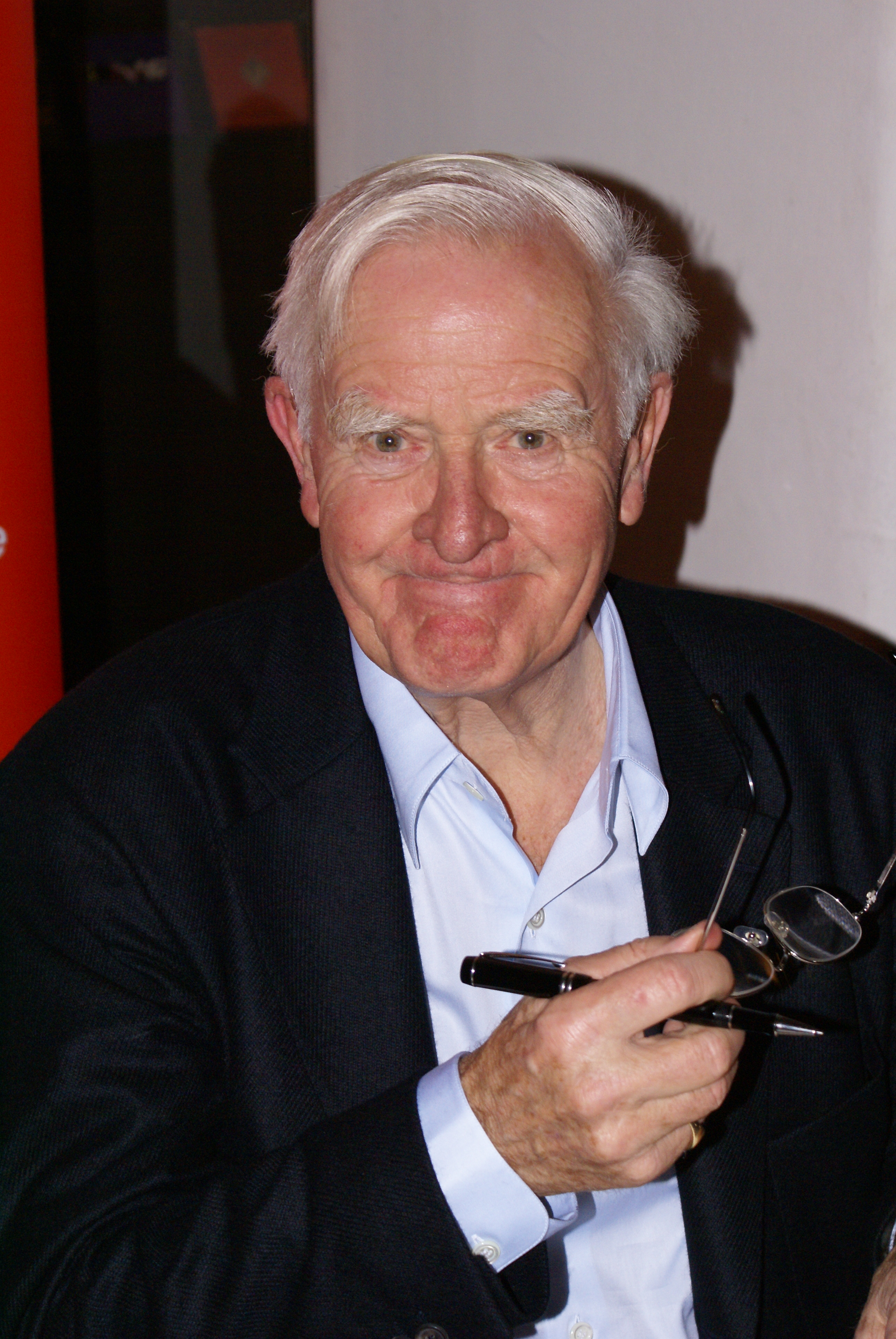
John le Carré (2008)

Das Ende des Kalten Krieges, der Konfrontation der beiden Supermächte USA und Sowjetunion und ihrer Militärblöcke NATO und Warschauer Pakt 1990, markierte für le Carré einen starken Einschnitt in seinem Werk. Obwohl er auch zuvor schon vereinzelt Romane geschrieben hatte, die wenig oder gar nichts mit dem Kalten Krieg zu tun haben, wurden doch vor allem seine Spionageromane um George Smiley als Innenansicht des Ost-West-Konflikts gelesen. Le Carré wies darauf hin, dass es Spionage und Spionagegeschichten lange vor dem Kalten Krieg gegeben hatte und dass es sie auch lange nach dessen Ende geben würde. Mit seinem ersten großen Roman in den 1990er Jahren, Der Nachtmanager, wandte er sich 1993 der Problematik des globalen Waffenhandels zu. Sein zweiter Roman, Unser Spiel, richtete den Blick 1995 erstmals wieder auf die zerfallende Sowjetunion und die neuen Konflikte Russlands. Schon 1990 hatte er in einer Rede vorausgesagt: „Der Russische Bär ist krank, der Bär ist bankrott, der Bär hat Angst vor seiner Vergangenheit, Gegenwart und Zukunft, […] aber der Bär ist immer noch bis an seine Zähne bewaffnet und sehr, sehr stolz.“

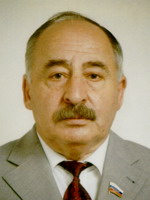
Issa Kostoyev (2008)

Im Jahr 1993 besuchte le Carré gemeinsam mit seinem Sohn Russland und erlebte ein gegenüber seinem ersten Besuch 1987 völlig verändertes Land. Die Wirtschaft lag am Boden, doch die neureiche Oberschicht schwelgte im Luxus. Die Unterschiede zwischen Arm und Reich verleiteten ihn zu dem Ausspruch: „Ich begann mich stärker als ein enttäuschter Kommunist zu fühlen anstatt als siegreicher Westler, der die Menschen betrachtet, zu deren Befreiung er zumindest auf dem Papier beigetragen hat.“ Über einige seiner Gesprächspartner, etwa den gebürtigen Inguscheten Issa Kostoyev, wurde le Carré auf den allgegenwärtigen Rassismus gegenüber den muslimischen Minderheiten in Russland aufmerksam. Le Carré entwickelte Sympathien für die Autonomie- und Unabhängigkeitsbestrebungen der islamischen Republiken im Nordkaukasus. Besonders erzürnte ihn, dass dieser Freiheitskampf von den westlichen Staaten kaum wahrgenommen, geschweige denn unterstützt wurde, hatte er zuvor doch das Recht auf Selbstbestimmung und die Befreiung von Opfern einer Tyrannei immer für Eckpfeiler des westlichen Antikommunismus gehalten.
Le Carré schrieb mehrere Essays zu dem Thema. So beklagte er sich 1996: „Der Westen, scheint mir, hatte jeden Schwur gebrochen, den wir im Kalten Krieg geleistet hatten. Wir schützten weiterhin die Starken vor den Schwachen. Wenn kleine Völker abgeschlachtet wurden, war ein besorgtes ‚Na, na‘ das Beste, was wir, die Zuschauer, zustandebrachten.“ Ein gutes Jahr zuvor hatte er kritisiert, die westlichen Staaten führten „den Kalten Krieg mit anderen Mitteln weiter, mit einem nahezu blinden Isolationismus; mit einer Entschlossenheit, die sich heute entsetzlich in Bosnien offenbart: lieber unsere hoch bestückten Hinterhöfe zu pflegen, als das Elend derer zu lindern, die wir befreit haben. Mit einem Beharren auf der Idee des Kalten Krieges, daß Supermächte über ‚Einflußsphären‘ verfügten, wo Menschenrechte nicht zählten und die Unterdrückung andersdenkender Minderheiten ermutigend ‚Ordnung herstellen‘ genannt werden durfte. Viel angenehmer als ‚ethnische Säuberung‘.“
Le Carré führte nach seiner Rückkehr nach England weitere Recherchen zum Roman und pflegte Kontakt zu mehreren Exilanten aus Tschetschenien und Inguschetien. Ein Besuch Inguschetiens auf Einladung Kostoyevs musste allerdings 48 Stunden vor Antritt der Reise abgesagt werden, weil ungenannte Autoritäten die Sicherheit nicht garantieren wollten. Le Carré musste den Roman also schreiben, ohne jemals vor Ort gewesen zu sein. So spielt die Handlung auch weitgehend in seinem heimischen England. Wie in vielen anderen Werken bewies le Carré mit dem Aufgreifen des Kaukasuskonflikts ein Gespür für aktuelle Themen. Als er seiner amerikanischen Agentin 1994 eine erste Fassung des Romans vorlegte, stellte diese noch die naive Frage, ob Inguschetien real oder fiktiv sei. Zwei Monate später brach der Tschetschenienkrieg aus.
Der Roman trug den Arbeitstitel The Passion of his Time, eine Anspielung auf das Gespräch zwischen Cranmer und seinem ehemaligen Chef Merriman, in der letzterer dem ausgedienten Spion bescheinigt, mit seiner Arbeit die Leidenschaft seiner Zeit gelebt zu haben. Weitere Titel waren The Road to Honeybrook Farm, A Man of the Caucasus und The Free Servant. Der endgültige Titel Our Game verweist auf die besondere Form von Fußball, die am Winchester College gespielt wird, von dem die beiden Hauptfiguren Cranmer und Pettifer stammen. Es schwingt aber auch die Sicht der Spionage als Spiel mit, die etwa der letzte KGB-Vorsitzende Wadim Bakatin gegenüber le Carré geäußert hatte, und die im Roman Wolodja Zorin aufgreift, als er sich als Cranmers „Sparringpartner“ bezeichnet. Schon Rudyard Kipling nannte in seinem Roman Kim den historischen Konflikt zwischen Großbritannien und Russland im 19. Jahrhundert um die Vorherrschaft in Zentralasien The Great Game (Das Große Spiel).

## Interpretation
Im Zentrum des Romans befindet sich ein instabiles Dreieck von drei englischen Protagonisten: Der Ich-Erzähler Tim Cranmer, ein Geheimdienstoffizier im Ruhestand, seine junge Geliebte Emma und sein ehemaliger Agent Larry Pettifer. Die beiden Männer sind Gegenstücke zueinander: Cranmer ist introvertiert und gehemmt, Pettifer extrovertiert und lebhaft, Cranmer hat sich von den Problemen der Welt auf sein abgelegenes Landhaus zurückgezogen, Pettifer macht den Kampf der Inguschen leidenschaftlich zu seiner Sache. In ihrem Kampf um Emma werden die beiden lebenslangen Freunde zu Rivalen, sogar zu Feinden. Doch am Ende führt Cranmer den Kampf weiter, für den Pettifer sein Leben gegeben hat. Der Roman kreist um Themen wie Verrat und Betrug, die Sucht und Zerstörung, die aus einem Leben voller Täuschung als (Doppel-)Agent entsteht, sowie die Verantwortung, die Menschen für die Manipulation anderer übernehmen müssen.
Im Gegensatz zu den lebendig gezeichneten Männern und ihrer schwierigen Beziehung, die dem Roman seine psychologische Spannung verleiht, steht Emma, die Frauenfigur, nach Meinung vieler Rezensenten im Schatten. Sie wird nur von ferne gezeichnet, bleibt für den Leser so rätselhaft und unverständlich, wie sie vom Ich-Erzähler Cranmer geschildert wird. Wie viele Frauenfiguren in le Carrés Romanen, etwa George Smileys untreue Ehefrau Ann, ist Emma schön, aber unerreichbar, ein Objekt unerfüllter Leidenschaft. Diane Johnson kommentierte 1999: „Le Carrés Frauen sind treulos, unstet, kompliziert und ausgehalten, die Männer eifersüchtig und immer verlassen von einer angebeteten, aber unwürdigen Frau, die mit einem anderen Mann auf und davongegangen ist wie eine Katze.“
Dietrich Schwanitz sieht Timothy Cranmer als ein Alter Ego seines Autors. Der Roman überschreitet für ihn die Grenze zwischen Literatur und Leben. Le Carré entwirft seine Romanhelden, die er – wie etwa den unsterblichen Smiley – nicht wieder loswird. Cranmer hat seinen Agenten Pettifer erfunden, ihn in seiner Rolle als Doppelagent entworfen. Doch Pettifer wird zu seinem eigenen Wiedergänger, den selbst ein mörderischer Exorzismus nicht beseitigen kann. Wie in einem Drama von Pirandello „verläßt der Held sein Skript, verführt die Geliebte des Erzählers und zwingt ihn dazu, ihm auf seine ‚quest‘ zu folgen und so zu werden wie er selbst: ein Held.“

## Rezeption
Le Carrés britischer Verlag Hodder & Stoughton machte Our Game im Mai 1995 zum Testballon gegen das Net Book Agreement, die Buchpreisbindung im Vereinigten Königreich und Irland. Das Buch wurde als erster Roman im Massenmarkt ohne festgesetzten Verkaufspreis angeboten. Flankiert von einer aggressiven Marketingkampagne erreichte es Platz 1 der Bestsellerliste des Vereinigten Königreichs und verkaufte sich insgesamt um 50 % besser als le Carrés Vorgängerroman The Night Manager. Auch in den Vereinigten Staaten wurde der Roman ein Verkaufserfolg und erreichte Platz 2 der Bestsellerliste.
Die Rezensionen in beiden Ländern waren überwiegend positiv. Michael Ratcliffe sprach im Observer von einem „außergewöhnlichen Roman“, Sean O’Brien im Times Literary Supplement von einem „fesselnden und zum Nachdenken anregenden Werk“, das den Nachtmanager klar übertreffe. Louis Menand machte in der New York Review of Books einen Unterton von Joseph Conrads Herz der Finsternis und Lord Jim aus. John Updike hingegen schrieb im New Yorker eine so witzige wie böse Abrechnung mit le Carré, in der er den Autor inmitten anderer Genre-Autoren verortete, die von Geschäftsleuten auf Flughäfen gelesen werden, einer „überhitzten Expertise“ seiner Prosa zum Trotz, die vom Wunsch künde, etwas anderes zu fabrizieren als bloß einen Thriller.
Für Peter Demetz unterschied sich le Carré allerdings von anderen „Bestsellerautoren des internationalen Intrigenromans durch den ungewöhnlichen Reichtum seiner Sprache“ und die „viktorianische Begabung, glaubhafte Charaktere auf die Füße zu stellen“. „Er macht weltliterarischen Ernst mit einer Erzählart, die man sonst mit einer Handbewegung als unterhaltsam oder trivial abtut.“ Dietrich Schwanitz verglich den Roman in seiner politischen Aussage und seinem Romantizismus mit Botho Strauß’ zivilisationskritischem Essay Anschwellender Bocksgesang aus dem Jahr 1993. Es sei allerdings dem unterschiedlichen kulturellen Temperament des Engländers zu verdanken, dass sein „britischer Bocksgesang“ kein düsteres Pamphlet geworden sei, sondern ein guter Roman.

## Ausgaben
- John le Carré: Our Game. Hodder & Stoughton, London 1995, ISBN 0-340-64026-X.
- John le Carré: Unser Spiel. Aus dem Englischen von Werner Schmitz. Kiepenheuer & Witsch, Köln 1995, ISBN 3-462-02447-7.
- John le Carré: Unser Spiel. Aus dem Englischen von Werner Schmitz. Heyne, München 1997, ISBN 3-453-13236-X.
- John le Carré: Unser Spiel. Aus dem Englischen von Werner Schmitz. List, Berlin 2006, ISBN 978-3-471-79521-7.